# Freudo-marxisme
 (mai 2011).

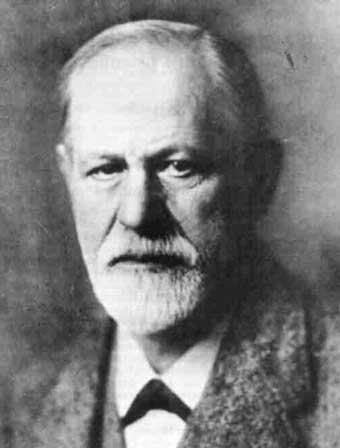
Sigmund Freud, neurologiste autrichien dont s’inspire le freudo-marxisme.

Le freudo-marxisme désigne des mouvements, écoles, penseurs, psychanalystes ou philosophes qui ont rapproché théoriquement le marxisme et la psychanalyse ; « les conditions socio-économiques et leurs interrelations avec la psychanalyse », puis les implications réciproques — politiques, sociales — de ces deux mouvements.

## Histoire
Le marxisme émerge au milieu et la psychanalyse à la fin du XIXe siècle.
Certains analystes tentèrent de « constituer une psychologie sociale en articulant l'analyse freudienne des processus psychiques et l'analyse marxiste des processus sociaux. C'est ce courant qui a été désigné comme « freudo marxiste », en dépit de son hétérogénéité ». À l'opposé, pour Bernard Görlich le freudo-marxisme est un courant de pensée qui serait la « psychologie des profondeurs appliquée aux sciences sociales ». Dans cette vision, la mouvance freudo-marxiste synthétiserait l'espoir révolutionnaire inspiré par Karl Marx et l'art d'interpréter issu de Sigmund Freud.
Les objectifs respectifs de la psychanalyse et du marxisme, libérer le sujet de sa névrose pour le premier et affranchir les classes ouvrières de la servitude pour le second, s'ils purent engendrer une représentation du monde, s'entendirent, en pratique, très mal. Les multiples et diverses théories issues du freudo-marxisme ne furent pas acceptées par l'International Psychoanalytical Association ; le mouvement communiste international, quant à lui, décria le freudo-marxisme comme science bourgeoise.
Autour de mai 68, le freudo-marxisme modifie la représentation de la psychanalyse. Le freudo-marxisme reconnaît l’historicité du sujet. Freud était réfractaire à ce courant :
- Siegfried Bernfeld
- Steff Bonstein et Berta Bornstein
- Paul Federn
- Otto Fenichel
- Pierre Fougeyrollas
- Josef Karl Friedjung (de)
- Kate Friedlander
- Erich Fromm
- Carl Furmüller
- Margarete Hilferding
- Herbert Marcuse
- Heinrich Meng
- Wilhelm Reich
- Nildo Viana

## Aperçus des pensées freudo-marxistes

### Otto Fenichel
Otto Fenichel milite très tôt pour la révolution communiste et devient psychanalyste dans les années 1920. Il crée un cercle d'études indépendant, Séminaire d'enfants, où eurent lieu des discussions portant tant sur la technique analytique que sur la révolution communiste.

### Aron Zalkind
Durant les premières années de l'URSS, Douze commandements sexuels du prolétariat (1924) du psychanalyste freudo-marxiste Aron Zalkind est l'ouvrage ayant le plus de succès parmi ceux des penseurs de la sexualité. Il y enjoint au prolétariat de préserver son énergie sexuelle afin de garder ses forces pour la lutte des classes, estimant qu'« il faut que le collectif soit plus attractif qu'un partenaire sexuel ». Dans le même temps, il considère que l'acte sexuel doit être associé au sentiment amoureux, et doit même en être le stade ultime,,.

### Wilhelm Reich
En 1927, le psychanalyste Wilhelm Reich publie La fonction de l'orgasme, ouvrage dans lequel il accuse les psychanalystes de se plier aux idéaux du capitalisme et du conservatisme. Freud ne décrie alors pas les « écarts » théoriques et techniques caractérisant l'œuvre et la pratique reichienne.
En 1928, Reich adhère au parti communiste puis fonde la Société socialiste d'information et de recherches sexuelles. En 1929, il publie Matérialisme dialectique et psychanalyse. C'est à la suite de son engagement politique que Freud décidera de prendre ses distances avec Reich, demandant que le lecteur soit prévenu de l'engagement politique de ce dernier[réf. nécessaire]. En 1930, Wilhelm et Annie Reich rejoignent le séminaire d'enfants créé par Fenichel. En 1933, du fait des divergences entre W. Reich et Fenichel, le groupe est dissout. Cette même année, Reich est exclu de l'Association psychanalytique internationale — chose qu'il n'apprend qu'en 1934, quand l'exclusion est actée — et du Parti communiste d'Allemagne. Fenichel lui-même vote en ce sens, mais les deux hommes gardent contact.
En économie, Bernd Senf a utilisé les concepts de Wilhelm Reich.

### Herbert Marcuse
En 1955, Herbert Marcuse membre de l'École de Francfort, qui fut d'abord marxiste avant de s'intéresser au freudisme, publie dans une optique de néomarxisme Éros et civilisation, dans lequel il désigne le principe de plaisir comme force permettant de lutter contre l'ordre établi (capitaliste ou marxiste-léniniste). Il s'agit d'un renversement de la perspective freudienne, Marcuse souhaite alors redonner à la psychanalyse un statut subversif.

### Erich Fromm
Désireux de sortir l' homo consumens de son aliénation où la consommation est un substitut au vide, et où la peur de la castration est remplacée par la peur d'être ostracisé du groupe, Erich Fromm propose de réformer l'"inconscient social" en le libérant de l'instinct de posséder ("Application de la psychanalyse humaniste à la théorie de Marx" (1965)).

### Michel Foucault
Michel Foucault se rattache, au début des années 1970, au freudo-marxisme mais s'en éloigne bientôt par une critique. Le premier volume de l’Histoire de la sexualité, La volonté de savoir, publié en 1976 sera, notamment, consacré à une prise de distance explicite de Foucault avec les pensées de la libération sexuelle telle que celle de Wilhelm Reich par exemple.

### Louis Althusser
Louis Althusser renouvelle la question des relations entre freudisme et marxisme, notamment dans Pour Marx (1965), lecture marxiste menée à l'aune des théories psychanalytiques freudienne et lacanienne d'une part, des recherches en sémiologie d'autre part.

### Marie Langer
Marie Langer, marxiste et psychanalyste, participe à la fondation de l'Asociacion Psicoanalitica Argentina, mais décide de séparer son militantisme - notamment ses liens avec le parti communiste argentin - de sa pratique analytique. En 1971, elle prononce une conférence à Vienne : Psychanalyse et/ou révolution. Hanna Segal la critique et refuse la publication de cette conférence. Langer démissionne alors de l'Asociacion Psicoanalitica Argentina. En 1986, elle se rend à Cuba, où elle rencontre Fidel Castro et organise un colloque : la psychanalyse et le suicide.

### Slavoj Žižek
Slavoj Žižek, philosophe slovène développe, depuis les années 1980, est une pensée au croisement de la psychanalyse lacanienne, du marxisme et de la philosophie hégélienne.

## Féminisme et freudo-marxisme

### Shulamith Firestone
Shulamith Firestone, féministe radicale, utilise dans son livre La Dialectique du sexe une synthèse hétérogène, sorte de version féministe du freudo-marxisme de Freud et de Reich, des idées de Marx et d'Engels et de Simone de Beauvoir pour élaborer sa propre théorie féministe, qui influence largement la Deuxième vague du féminisme aux États-Unis[réf. souhaitée].

## Surréalisme et freudo-marxisme
D'après Henri Béhar, c'est lors de l'accession au pouvoir d'Hitler en janvier 1933 que les surréalistes parisiens, attachés au matérialisme dialectique, découvrent la pensée freudo-marxiste.
C'est surtout André Breton, lecteur de Marx, Freud, mais aussi Hegel, Fichte, Feuerbach, Nietzsche, qui puise dans la philosophie des idées lui permettant de faire dialoguer les discours poétique et politique d'une manière originale, réactualisant la philosophie romantique, dans une invention toujours recommencée d'une philosophie de l'amour et de la révolution. Cherchant à démontrer que le monde réel et le monde du rêve ne font qu'un, Breton examine les différentes théories qui ont proposé une interprétation du rêve, en s'arrêtant longuement à celle de Freud, dans une perspective franchement révolutionnaire, qui doit beaucoup à Marx, notamment dans son essai Les Vases communicants (1932). Dans sa visée d'un art révolutionnaire et d'une libération totale de l'homme, il associe les deux mots d'ordre « transformer le monde » (Marx) et « changer la vie » (Rimbaud), l'unité du rêve et du réel passant par une profonde transformation sociale. Toutefois, il n'y a pas une « philosophie du surréalisme », selon le terme de Ferdinand Alquié, mais bien les philosophies d'André Breton, oscillant entre un discours systématique et un bricolage idéologique plus aventureux, allant successivement de l'idéalisme absolu à la dialectique des années 1930, du freudo-marxisme à la philosophie de la nature.